# Alfastraling

Alfastraling (bovenste) wordt al tegengehouden door een stukje papier, bètastraling door een aluminium plaat en gammastraling gaat zelfs door heel dikke materialen.

Alfastraling

Alfastraling is een van de meest voorkomende vormen van ioniserende straling, bestaande uit alfadeeltjes. Alfastraling komt vrij bij alfaverval van grotere kernen zoals uranium en plutonium. Een alfadeeltje bestaat uit twee protonen en twee neutronen en is daarmee de kern van een helium-4-atoom He2+.
Een voorbeeld van zo'n reactie is het radioactieve verval van uranium-235 tot thorium-231:
{\displaystyle {\ce {^{235}_{92}U -> ^{231}_{90}Th + ^{4}_{2}He}}}
{\displaystyle {\ce {^{4}_{2}He}}} wordt vaak korter als een alfadeeltje α geschreven:
{\displaystyle {\ce {^{235}_{92}U -> ^{231}_{90}Th + \alpha}}}

## Alfaverval
Alfastraling ontstaat in het α-vervalproces van een radio-isotoop, waarin een atoomkern een 4He-kern uitzendt. De radio-isotoop verliest daarmee twee protonen en twee neutronen. Dit wordt op kwantumniveau mogelijk gemaakt door het tunneleffect. Het massagetal wordt daarmee met vier verminderd en het atoomnummer met twee. Er wordt dus een compleet ander element gevormd.

## Doordringend vermogen
Alfastraling kan al door een vel papier worden tegengehouden en heeft daarmee een kleiner doordringend vermogen dan bètastraling, die door een dik boek kan worden tegengehouden en ook dan gammastraling, waarvoor een betonnen muur nodig is om die tegen te houden.

## Gevaar
Alfadeeltjes zijn gevaarlijk als ze op weefsel inwerken, ze brengen daarin chemische reacties teweeg, maar zijn gemakkelijk tegen te houden: een blad papier houdt alfadeeltjes al tegen. Alfastralers zijn daarom eigenlijk alleen gevaarlijk als ze in het lichaam worden opgenomen, bijvoorbeeld wanneer men alfastralers via het voedsel of via injectie naar binnen krijgt. Aleksandr Litvinenko werd op deze manier vergiftigd. Eenmaal in het lichaam kunnen zij in hun directe omgeving grote schade aanrichten, omdat alle energie die vrijkomt bij hun verval, zich in een klein gebied om de vervallende kern concentreert.
Een andere besmettingsweg is de blootstelling aan gasvormige alfastralers, zoals het edelgas radon. Als radium door alfaverval twee protonen verliest, wordt radon gevormd, een alfastraler. Doordat radon ingeademd kan worden, is het erg gevaarlijk. De zeer krachtige alfastraling raakt de binnenkant van de longen en kan daar veel schade aanrichten. De eveneens radioactieve vervalproducten zijn bovendien niet meer vluchtig en zetten zich daarom af in de longen.
Een ander voorbeeld van alfastralers die door inademing gevaarlijk worden, is polonium-210, een radioactieve isotoop, die in sigarettenrook zit. Het roken van anderhalf pakje sigaretten per dag geeft in een jaar een even grote dosis als 300 röntgenscans van de borst.